# حمد الشمسان
حمد الشمسان (عربی: حمد محمود الشمسان؛ زادهٔ ۲۹ سپتامبر ۱۹۹۷) بازیکن فوتبال اهل بحرین است.
وی همچنین در تیم‌های ملی فوتبال Bahrain U19 و Bahrain U20 و Bahrain U23 و بحرین بازی کرده‌است.